# Psychopsis dumigani
Psychopsis dumigani is een insect uit de familie van de Psychopsidae, die tot de orde netvleugeligen (Neuroptera) behoort. 
Psychopsis dumigani is voor het eerst wetenschappelijk beschreven door Tillyard in 1922.